# Коллинз, Ким
Ким Ко́ллинз (англ. Kim Collins; 5 апреля 1976, Сент-Китс) — легкоатлет из Сент-Китс и Невис, выступавший в беге на спринтерские дистанции (60, 100 и 200 метров), чемпион мира 2003 года в беге на 100 метров. Трёхкратный чемпион Центральной Америки и стран Карибского бассейна. Как студент Техасского христианского университета дважды побеждал в чемпионате NCAA, дважды был вторым и один раз третьим.

## Биография

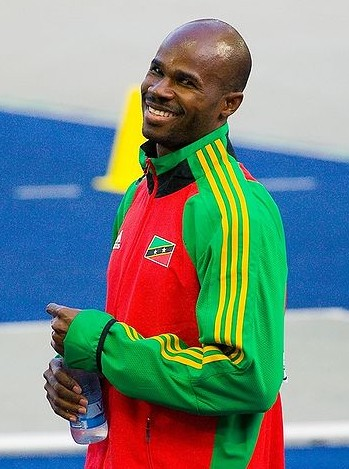
2009 год

Первым крупным соревнованием в карьере Коллинза стали Олимпийские игры 1996 года в Атланте, где ему удалось пробиться в четвертьфинал на 100 метрах, а также поучаствовать в неудачном забеге своей эстафетной команды, которая остановилась на стадии предварительных забегов. Затем следовал чемпионат мира 1997 года в Афинах, где он не смог пройти даже во второй раунд соревнований. На следующем чемпионате 1999 года в Севилье Кимом также был показан скромный результат на стометровой дистанции — 10.50. Однако уже через год Ким Коллинз становится участником финального забега на 100 метров на Олимпийских играх в Сиднее, к тому же являясь знаменосцем своей страны. К финишу тогда он пришёл седьмым, а ещё стал пятым в полуфинале двухсотметровых забегов. За эти достижения правительство Сент-Китса и Невиса назвало его именем улицу, выпустило почтовые марки с его изображением и взяло на себя все расходы на подготовку спортсмена. Также правительством спортсмену был присвоен статус дипломата и выдан соответствующий паспорт, облегчающий путешествия по миру.
На чемпионате мира 2001 года в Эдмонтоне Коллинз завоёвывает первую в истории своей страны медаль на этих соревнованиях — бронзу в беге на 200 метров, а на дистанции вдвое короче финиширует пятым. Через год Ким Коллинз выигрывает Игры Содружества, выбежав на 100 метрах из десяти секунд (9,98, его персональный рекорд), однако после этого в его организме обаруживают запрещённый препарат сальбутамол. Всемирное антидопинговое агентство установило, что спортсмен болен астмой, а сальбутамол использует в качестве лекарства, о чём заранее забыл их предупредить. Учёные постановили, что количество препарата, обнаруженное в допинг-пробе Коллинза, не могло серьёзно повлиять на его результаты, поэтому никаких санкций к нему применено не было. Тот сезон спортсмен завершил вторыми местами на финале гран-при и кубке мира в стометровых стартах.
Самое значимое в своей жизни достижение Коллинз занёс себе в актив в Париже на чемпионате мира 2003 года, где первенствовал на стометровке, став первым в истории своей страны чемпионом мира во всех видах спорта. До этого весной он стал серебряным призёром чемпионата мира в помещении на шестидесятиметровой дистанции, который проходил в Бирмингеме. На Олимпиаде 2004 года в Афинах, где он вновь был знаменосцем своей страны, Коллинз остался без медалей, финишировав на стометровке шестым.
Чемпионат мира 2005 года в Хельсинки принёс спортсмену бронзу на дистанции 100 метров, причём Майклу Фрейтеру из Ямайки он уступил только по результатам просмотра фотофиниша, показав с ним одинаковое время (10,05). Следующую свою награду Коллинз завоевал через два с половиной года в Валенсии, завоевав бронзу чемпионата мира в помещении на шестидесятиметровке. Олимпиада 2008 года в Пекине вновь не принесла Киму наград: шестое место на 200 метрах и полуфинал на 100 метрах.
В 2011 году 35-летний Коллинз выиграл 2 бронзы на чемпионате мира в Тэгу — 100 метров и эстафета 4×100 метров. Впервые в карьере на одном чемпионате мира он выиграл сразу 2 медали. При этом в эстафете сборная Сент-Китса и Невиса в предварительном забеге установила новый национальный рекорд — 38,47 сек, а финале в борьбе за бронзу лишь на 0,01 сек опередила поляков.
В 2013 году, на этапе Бриллиантовой Лиги Athletissima, занял 3-е место с новым национальным рекордом 9,97.

### Сезон 2014 года
20 июля на соревнованиях в Лондоне занял 2-е место, установив новый национальный рекорд на дистанции 100 метров — 9,96.
13 сентября на Континентальном кубке IAAF в составе сборной команды Америки завоевал золотую в эстафете 4×100 метров, Ким Коллинз бежал на первом этапе, по результату этого забега сборная Америки установила новый рекорд — 37.97. Также Ким Коллинз бежал в эстафете 4×400 метров на третьем этапе, сборная Америки прибежала третьей.

### Сезон 2015 года
1 февраля принял участие в соревнованиях в Москве, где установил личный рекорд в беге на 60 метров — 6,48.
17 февраля на соревнованиях в Польском городе Лодзь устанавливает новый рекорд в беге на 60 метров — 6,47.
30 мая на этапе Бриллиантовой лиги в Юджине занял 4-е место с результатом 9,99.

## Личные рекорды
| Дистанция  | Дата            | Место             | Время |
| ---------- | --------------- | ----------------- | ----- |
| 55 метров  | 24 февраля 2001 | Рино, Невада, США | 6,24  |
| 60 метров  | 17 февраля 2015 | Лодзь, Польша     | 6,47  |
| 100 метров | 29 мая 2016     | Ботроп, Германия  | 9,93  |
| 200 метров | 9 августа 2001  | Эдмонтон, Канада  | 20,20 |